# Sizun
Sizun é uma comuna francesa na região administrativa da Bretanha, no departamento Finisterra. Estende-se por uma área de 57,6 km². Em 2010 a comuna tinha 2 348 habitantes (densidade: 40,8 hab./km²).